# 天明大饑荒

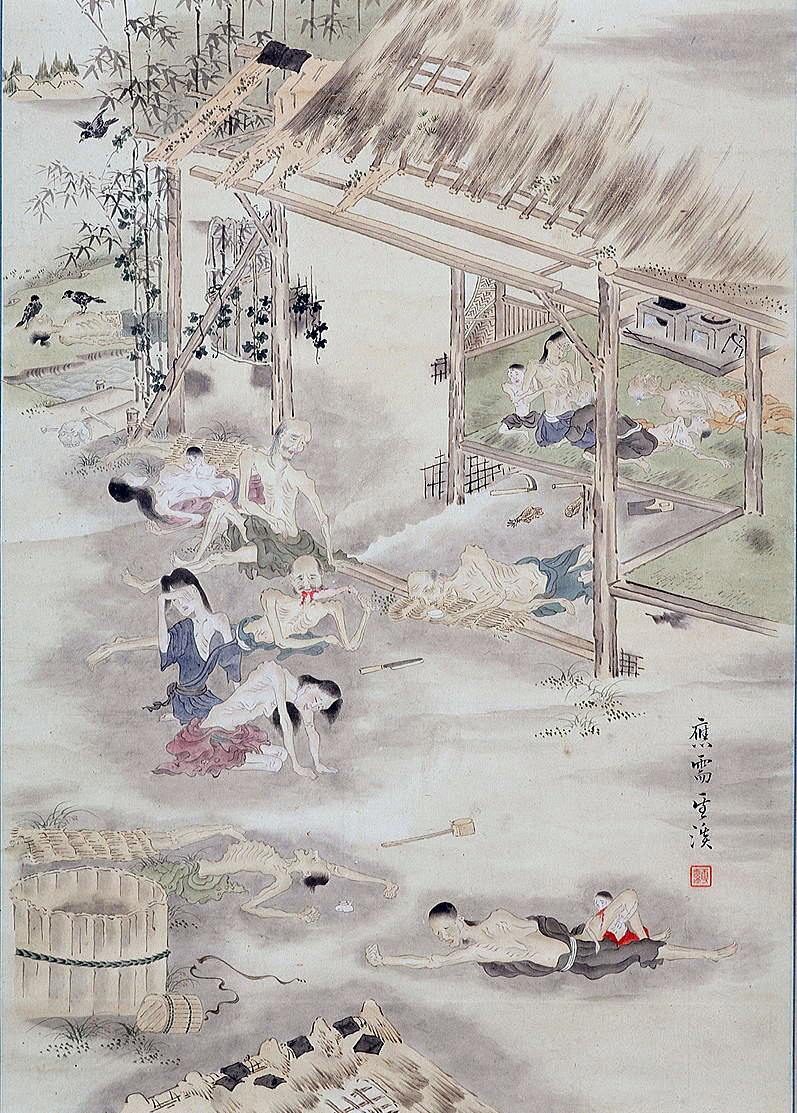
天明大饑荒

1783年8月发生于淺間山大喷发，造成1,624人死亡。這次喷发是天明大饑荒的原因之一。

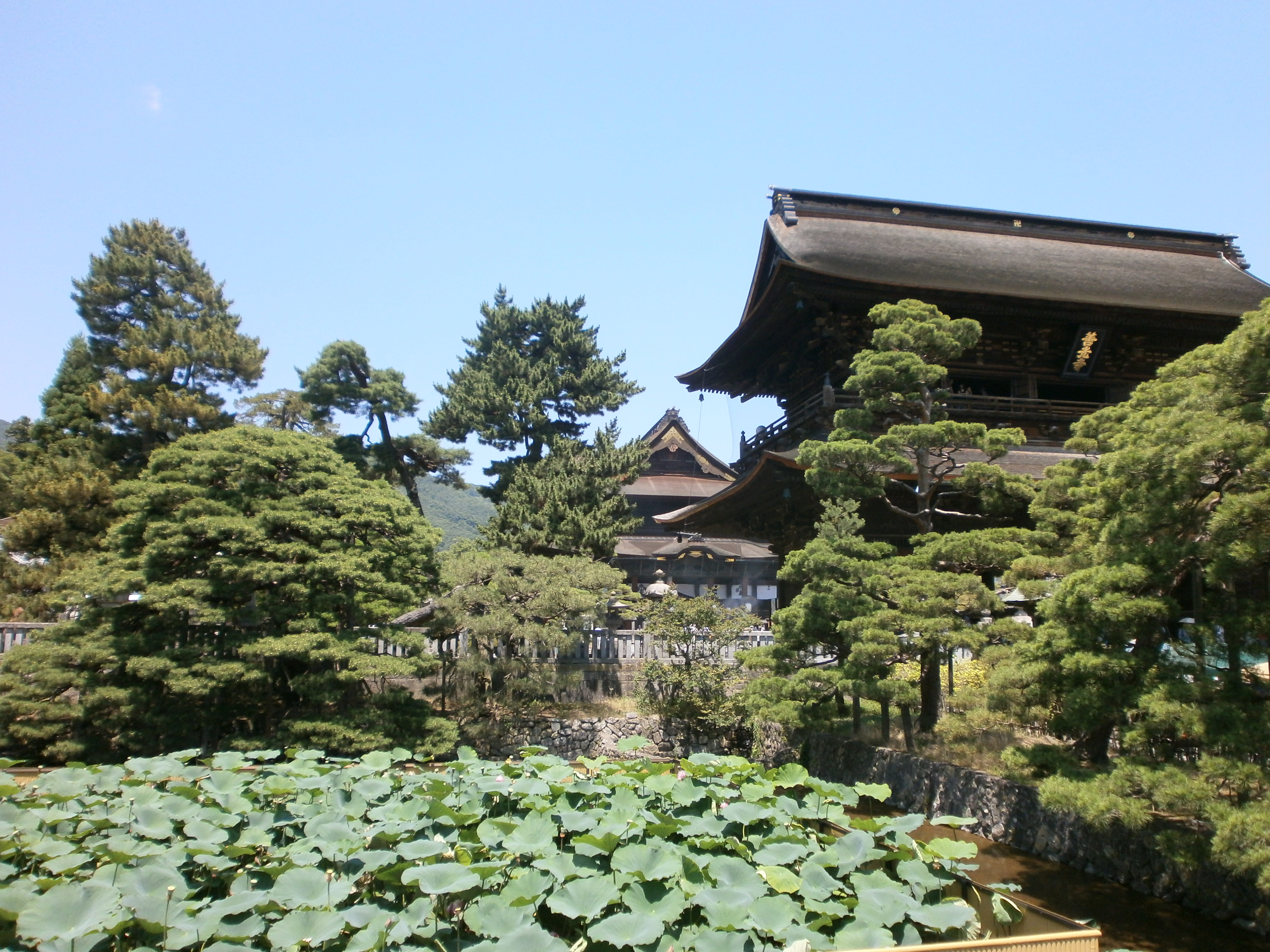
善光寺放生池，为感谢天明大饥荒中等順大僧放出善光寺储藏的米粮，对民众的救济

天明大饑荒又稱天明饑饉，為日本江戸時代中期，1782年（天明2年）至1788年（天明8年）期間所發生的全國性饑荒，為江戶四大饑荒之一，為日本近代最嚴重的饑荒。
日本東北地方在1770年代後受寒害與火山噴發影響，導致農作物產量銳減，這樣的狀況開始由東北漫延至關東地區，造成日本全國饥荒、粮价飞涨。而後饑荒的難民潮致使原本受災較輕的近畿地區治安急遽惡化，全國各地更爆發捣毁米店、反抗藩政的暴动。
當時的老中田沼意次受重商主義政策影響，幕府未能對饑荒做出有效舉動，百姓对于幕府的不满都集中到田沼意次一人身上。
與饥荒同时兴起的瘟疫亦於日本各地流行，據統計，从1780年至1792年間，日本非正常死亡人数高達89万。
直到天明7年（1787年），松平定信就任老中，進行了一系列有力的農業政策，饑荒才逐漸平息。
現青森縣八戶市立有「餓死萬靈等供養塔」。

## 外部連結
- 天明の飢饉 （页面存档备份，存于） - Kotobank（日語）